# سردیوکی
سردیوکی (به لاتین: Serdyuki) یک منطقهٔ مسکونی در روسیه است که در باشقیرستان واقع شده‌است.